# 에코스미스
에코스미스(Echosmith)는 미국의 인디 팝 밴드이다. 2009년 2월 캘리포니아주 치노에서 결성되었으며, 밴드 구성원들은 남매 지간이다. 결성 당시에는 4인조였으나 2016년 남매 중 첫째인 제이미가 팀을 탈퇴했다. 대표곡은 "Cool Kids"으로 빌보드 핫 100에 13위까지 올랐으며, 120만 이상 판매부를 올려 RIAA로부터 더블 플래티넘 인증을 받기도 했다. 2013년 데뷔 앨범 Talking Dreams를 발매했다.

## 음반 목록
- Talking Dreams (2013)